# 429 (szám)
A 429 (római számmal: CDXXIX) egy természetes szám, szfenikus szám, a 3, a 11 és a 13 szorzata.

## A szám a matematikában
A tízes számrendszerbeli 429-es a kettes számrendszerben 110101101, a nyolcas számrendszerben 655, a tizenhatos számrendszerben 1AD alakban írható fel.
A 429 páratlan szám, összetett szám, azon belül szfenikus szám Catalan-szám. Kanonikus alakban a 31 · 111 · 131 szorzattal, normálalakban a 4,29 · 102 szorzattal írható fel. Nyolc osztója van a természetes számok halmazán, ezek növekvő sorrendben: 1, 3, 11, 13, 33, 39, 143 és 429.
A 429 négyzete 184 041, köbe 78 953 589, négyzetgyöke 20,71232, köbgyöke 7,54199, reciproka 0,0023310. A 429 egység sugarú kör kerülete 2695,48650 egység, területe 578 181,85356 területegység; a 429 egység sugarú gömb térfogata 330 720 020,2 térfogategység.